# Variations fantômes
 (novembre 2012).
Si vous disposez d'ouvrages ou d'articles de référence ou si vous connaissez des sites web de qualité traitant du thème abordé ici, merci de compléter l'article en donnant les références utiles à sa vérifiabilité et en les liant à la section « Notes et références ».
Albums de Philippe B
Philippe B
Variations fantômes est le troisième album de l'auteur-compositeur-interprète québécois Philippe B, sorti le 3 mai 2011. Les critiques stipulent qu'il est un des meilleurs albums de 2011 au Québec[réf. nécessaire], notamment le Voir lui a donné 4 étoiles[réf. nécessaire].

## Pistes de l'album
| No  | Titre                                                  | Durée |
| --- | ------------------------------------------------------ | ----- |
| 1.  | Hypnagogie                                             | 2:50  |
| 2.  | L'Été                                                  | 3:16  |
| 3.  | La Ballerine                                           | 3:02  |
| 4.  | Petite Leçon des ténèbres                              | 2:09  |
| 5.  | Mort et Transfiguration (d'un chanteur semi-populaire) | 2:38  |
| 6.  | Nocturne n° 632                                        | 2:38  |
| 7.  | Le Tombeau de Nick Drake                               | 1:35  |
| 8.  | Reprise                                                | 2:29  |
| 9.  | Ma photographe                                         | 2:13  |
| 10. | Chanson pathétique                                     | 4:18  |
| 11. | California Girl                                        | 2:32  |
| 12. | Croix de chemin                                        | 2:47  |
| 13. | Marie                                                  | 2:49  |
| 14. | L'amour est un fantôme                                 | 4:18  |